# Collegio di Doncaster East and the Isle of Axholme
Doncaster East and the Isle of Axholme è un collegio elettorale situato nel South Yorkshire e nel Lincolnshire, nella regione dello Yorkshire e Humber, e rappresentato alla Camera dei comuni del Parlamento del Regno Unito. Elegge un membro del parlamento con il sistema first-past-the-post, ossia maggioritario a turno unico; l'attuale parlamentare è Lee Pitcher del Partito Laburista, che rappresenta il collegio dal 2024.

## Estensione
Il collegio comprende i seguenti ward:
- nella città di Doncaster: Finningley; Hatfield; Rossington and Bawtry e Thorne and Moorends
- nel distretto del North Lincolnshire: Axholme Central; Axholme North e Axholme South.[1]

## Membri del parlamento
| Elezione | Elezione | Deputato    | Partito   |
| -------- | -------- | ----------- | --------- |
|          | 2024     | Lee Pitcher | Laburista |

## Elezioni

### Elezioni negli anni 2020
| Partito                    | Partito                                      | Candidato                  | Risultati 4 luglio 2024 | Risultati 4 luglio 2024 |
| Partito                    | Partito                                      | Candidato                  | Voti                    | %                       |
| -------------------------- | -------------------------------------------- | -------------------------- | ----------------------- | ----------------------- |
|                            | Laburista                                    | Lee Pitcher                | 15 122                  | 38,64                   |
|                            | Conservatore                                 | Nick Fletcher              | 12 811                  | 32,74                   |
|                            | Reform UK                                    | Irwen Martin               | 8 487                   | 21,69                   |
|                            | Verdi                                        | Paul Garrett               | 1 400                   | 3,58                    |
|                            | Lib Dem                                      | Nicola Turner              | 1 166                   | 2,98                    |
|                            | Climate                                      | Michael John Longfellow    | 146                     | 0,37                    |
|                            |                                              |                            |                         |                         |
| Iscritti                   | Iscritti                                     | Iscritti                   | 70 154                  | 100,00                  |
| ↳ Votanti (% su iscritti)  | ↳ Votanti (% su iscritti)                    | ↳ Votanti (% su iscritti)  | 39 132                  | 55,78                   |
| ↳ Astenuti (% su iscritti) | ↳ Astenuti (% su iscritti)                   | ↳ Astenuti (% su iscritti) | 31 022                  | 44,22                   |
|                            |                                              |                            |                         |                         |
|                            | Esito: collegio a Laburista (nuovo collegio) |                            |                         |                         |